# Itame verrillata
Itame verrillata är en fjärilsart som beskrevs av Dyar 1902. Itame verrillata ingår i släktet Itame och familjen mätare. Inga underarter finns listade i Catalogue of Life.